# Tyrone Wallace
Tyrone Tyrin Wallace Jr (ur. 10 czerwca 1994 w Bakersfield) – amerykański koszykarz, grający na pozycji rozgrywającego.
5 września 2018 podpisał kolejną umowę z Los Angeles Clippers. 6 lipca 2019 opuścił klub. 2 dni później dołączył do Minnesoty Timberwolves. 21 października opuścił klub. 2 dni później został zawodnikiem Atlanty Hawks. 14 grudnia został zwolniony.
11 marca 2022 zawarł 10-dniową umowę z New Orleans Pelicans. 21 marca 2022 podpisał kolejny, identyczny kontrakt. 28 marca 2022 opuścił klub.

## Osiągnięcia
Stan na 29 marca 2022, na podstawie, o ile nie zaznaczono inaczej.
NCAA
- Uczestnik turnieju NCAA (2013, 2016)
- Zaliczony do:
  - I składu Pac-12 (2015)
  - składu Pac-12 Honorable Mention (2016)
- Lider Pac-12 w liczbie[12]:
  - celnych (180) i oddanych (401) rzutów za 2 punkty (2015)
  - strat (94 – 2015)

G-League
- Zaliczony do składu Midseason All-NBA G League Western Conference (2018)